# Yamaha YZ250

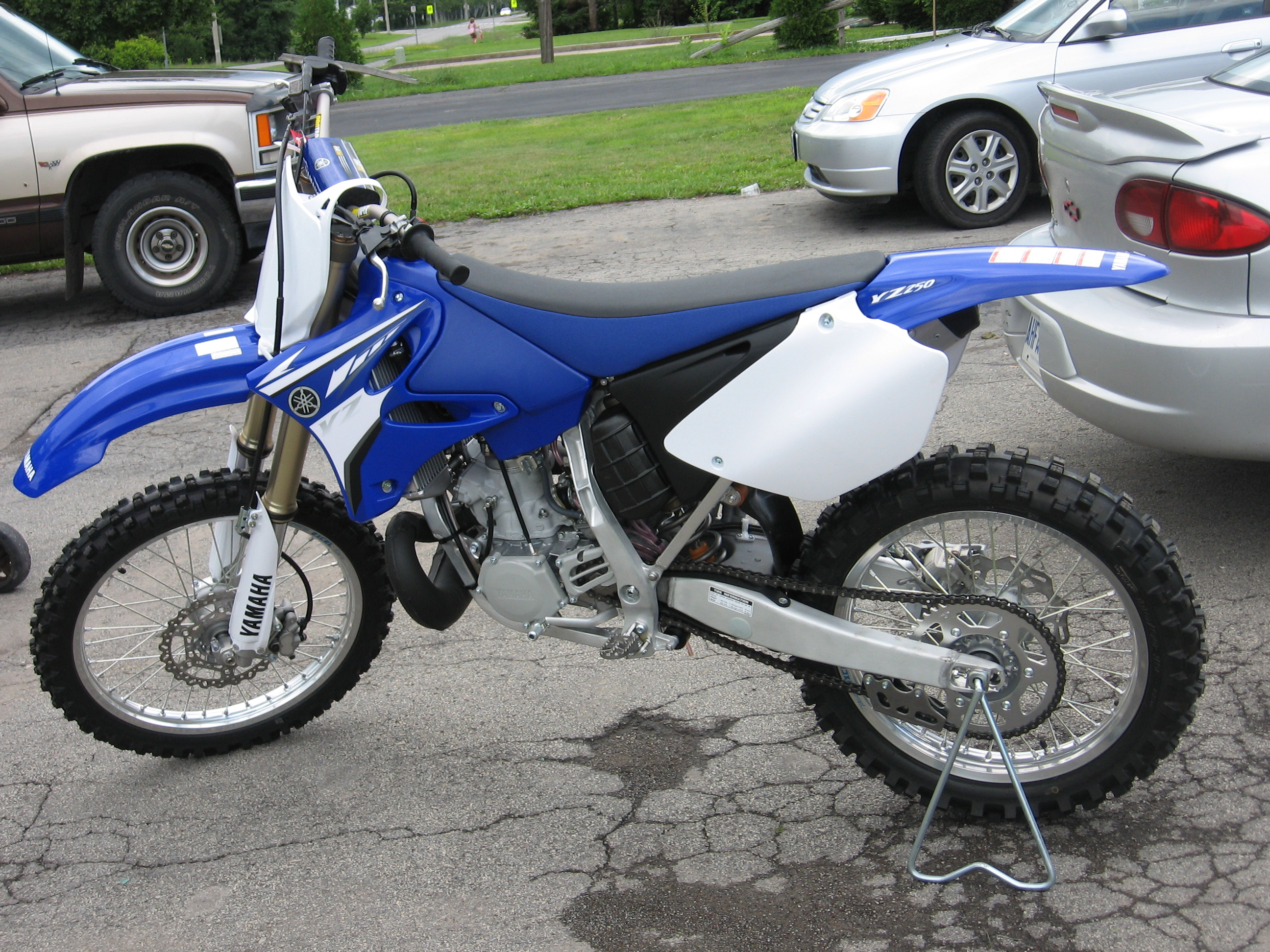
Yamaha YZ250

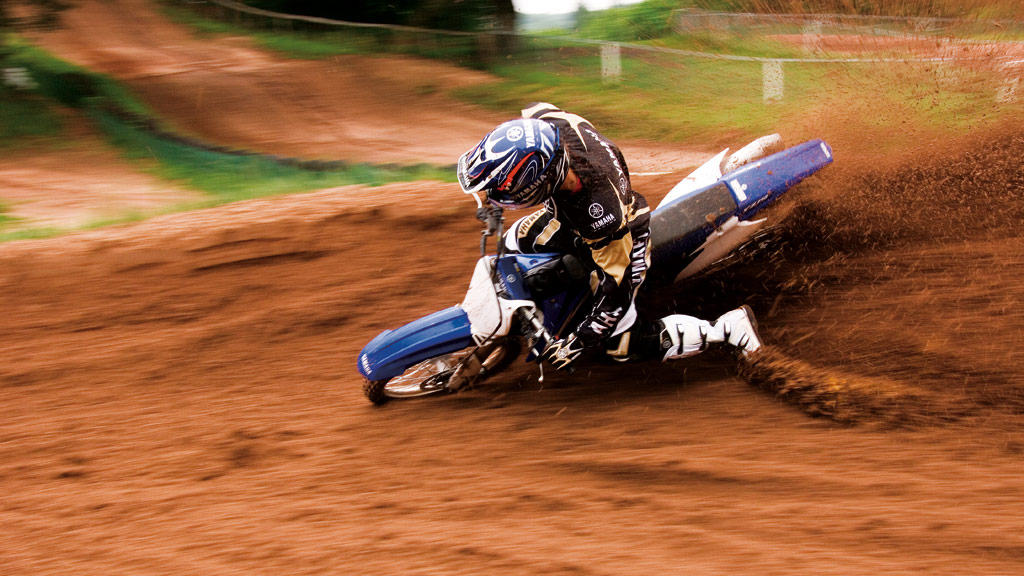

Yamaha YZ 250 je dvoutaktní motokrosový motocykl, který vyrábí společnost Yamaha. Jeho výroba byla zahájena v roce 1974, od tohoto roku byl motocykl postupně vylepšován.
Motocykl je vybaven dvoutaktním motorem, který má objemem 249 cm³ s výkonem 41kW při 8000 otáčkách za minutu. Motor je chlazený kapalinou. Od roku 1974 až 1982 měly válce motoru vrtání 70 mm a zdvih 64 mm. V roce 1983 bylo vrtání válců sníženo na 68 mm, zdvih zvýšen na 68 mm při obsahu 247 cm³. V roce 1999 bylo vrtání válců ponecháno na 6mm, zdvih znovu zvýšen na 72 mm při obsahu 250 cm³. Větší zdvih se projevil nižšími kritickými otáčkami, o něco menším maximálním výkonu a výrazně lepším kroutícím momentem při nižších otáčkách.
Od uvedení na trhu v roce 1974 měla Yamaha YZ250 ocelový rám. Model roku 2005 už má nový rám vyrobený výhradně z hliníku, tím se snížila hmotnost motocyklu na 96kg. Zadní kolo má odpruženou kyvnou vidlici. Přední teleskopické vidlice jsou obrácené se zdvihem 11,8 palce (300 mm). YZ 250 má přední a zadní hydraulické kotoučové brzdy.

## Úspěchy
- 5 AMA National Motocross titul
- 9 AMA National Supercross Titul
- Zisk titulu AMA National Supercross v roce 2004 (Chad Reed)
- Třetí místo v nově vytvořeném EMX300 šampionátu (v roce 2014 Lewis Gregory)